# گاه‌شمار حمله روسیه به اوکراین

نقشه متحرک تجاوز روسیه به اوکراین

در فوریه ۲۰۲۲ روسیه به اوکراین حمله کرد. این فهرست رویدادهای کلیدی در آن درگیری است.
این جدول زمانی فهرستی پویا و روان است و به این ترتیب ممکن است هرگز معیارهای کامل بودن را برآورده نکند. برخی از رویدادها ممکن است فقط در گذشته به طور کامل درک و/یا کشف شوند.

## زمینه
در ۲۴ فوریه، روسیه تجاوز همه‌جانبه ای را به اوکراین آغاز کرد که نشان دهنده تشدید جنگ جاری روسیه و اوکراین بود. این حمله با افزایش طولانی مدت ارتش روسیه (از اوایل سال ۲۰۲۱) و همچنین درخواست‌های متعدد روسیه برای اقدامات امنیتی و ممنوعیت قانونی علیه پیوستن اوکراین به ناتو انجام شده بود.

## ۲۰۲۲

### ۲۱ فوریه
در ساعت 22:35 (UTC+۳)، رئیس‌جمهور روسیه ولادیمیر پوتین اعلام کرد که روسیه استقلال دو منطقه جدایی طلب طرفدار روسیه در شرق اوکراین را به رسمیت می‌شناسد. این عمل منجر به اولین دور تحریم‌های اقتصادی کشورهای ناتو در روز بعد می‌شود.

### ۲۴ فوریه
در یا حدود ساعت 03:00 UTC (۰۶:۰۰ به وقت مسکو، UTC+3) در ۲۴ فوریه، ولادیمیر پوتین، رئیس‌جمهور روسیه در یک پخش تلویزیونی از پیش ضبط شده اعلام کرد که دستور «عملیات نظامی ویژه» در شرق اوکراین را داده‌است. دقایقی بعد، حملات موشکی به ده‌ها شهر در سراسر کشور، از جمله کیف پایتخت اوکراین رخ داد. سرویس مرزی اوکراین مدت کوتاهی پس از آن اعلام کرد که پست‌های مرزی این کشور با روسیه و بلاروس مورد حمله قرار گرفته‌است. رئیس‌جمهور اوکراین ولودیمیر زلنسکی حدود ساعت 03:00 UTC (۰۶:۰۰ به وقت مسکو، UTC+3) حکومت نظامی اعلام کرد.

### ۲۸ فوریه
جمهوری خلق دونتسک بسیج عمومی را به حالت تعلیق درآورد و گفت که نیازی به نیروی اضافی نیست.
دور اولیه مذاکرات صلح میان اوکراین و روسیه بدون هیچ قطعنامه‌ای به پایان رسید.

### مارس ۲۰۲۲
نیروهای روسیه در ماه مارس، شهر خرسون در جنوب اوکراین، از جمله، بزرگ‌ترین تأسیسات هسته‌ای تولید برق اروپا در زاپوریژیا را اشغال کردند و با کمک گروه شبه‌نظامی و خصوصی واگنر خود را به نزدیکی کی‌یف، پایتخت اوکراین رساندند؛ ولی با آتش توپخانه‌ای و پهپادهای نیروهای اوکراینی، در ۲۹ مارس عقب‌نشینی کردند.

### ۱ مارس
در صبح روز اول مارس، یک موشک روسی ظاهراً به میدان استقلال در مرکز خارک اصابت کرد و در مقابل ساختمان اداری استان خارکف منفجر شد. حداقل ۱۰ نفر کشته شدند.
در اوایل شب، برج تلویزیون کیف مورد اصابت موشک قرار گرفت و بر اثر این حمله، پنج نفر کشته شدند. و همچنین به دلیل آسیب دیدگی شدید فرستنده‌های برج تلویزیون، پخش برخی از برنامه‌های دولتی متوقف شد.

### ۲ مارس
در صبح روز دوم مارس، گزارش شد که نیروهای روسی موفق به تصرف یک ایستگاه راه‌آهن و یک بندر رودخانه شدند. اندکی بعد، گزارش شد که نیروهای روسی موفق به تصرف خرسون شدند.
الکسی آرستویچ، مشاور اوکراینی بیان کرد که نیروهای اوکراینی برای اولین بار در طول جنگ به سمت هورلیفکا پیشروی کرده‌اند. گزارش‌ها بعداً ادعا کردند که بخشی از شهر تصرف شده‌است.
۱۲ مارس
نیروهای روسیه به فرودگاه‌های نظامی دو شهر لوتسک و ایوانو فرانکیفسک حمله موشکی کردند. وزارت دفاع روسیه ادعا دارد تا کنون ۳۳۰۰ تأسیسات نظامی اوکراین را منهدم رده است. تا کنون کاروان نظامی روسیه تا ۴۰ کیلومتری کیف پیشروی کردند.
۱۵ مارس
به نقل از وزارت دفاع روسیه، نیروهای روس کنترل کامل استان جنوبی خرسون را به دست گرفتند.

### آوریل ۲۰۲۲
- نیروهای روسیه از کی‌یف، عقب‌نشینی کردند. آن‌ها از خود، گورهای دسته‌جمعی صدها غیرنظامی را در خیابان‌های شهر بوچا بر جای گذاشتند؛ واقعه‌ای که کشتار بوچا نام گرفت و باعث شد تا شمار چشمگیری از کشورهای جهان، روسیه را به اتهام ارتکاب جنایت جنگی پاسخگو بدانند.[۱۰]

### مه ۲۰۲۲
- نیروهای روسیه، شهر بندری ماریوپول در کرانه دریای آزوف در جنوب شرقی اوکراین را تصرف کردند.[۱۰]
- در ۱۸ ماه مه، فنلاند و سوئد در پی جنگ اوکراین، از ناتو درخواست عضویت کردند.[۱۰]

### ژوئن ۲۰۲۲
- پشتیبانی نظامی کشورهای غربی از اوکراین آغاز شد و روسیه مجبور شد که در ۳۰ ژوئن از بندر اودسا در دریای سیاه عقب‌نشینی کند.[۱۰]

### اوت ۲۰۲۲
- پایگاه هوایی عمده شبه‌جزیره کریمه در دریای سیاه - که گذرگاه عمده انتقالات نظامی روسیه بود - توسط ارتش اوکراین ویران شد.[۱۰]
- در ۲۰ اوت، داریا دوگینا دختر الکساندر دوگین، نظریه‌پرداز راست افراطی ملی‌گرا و از دوستان نزدیک ولادیمیر پوتین در یک انفجار خودروی حامل بمب کشته شد. روسیه، اوکراین را عامل این ترور می‌داند.[۱۰]

### سپتامبر ۲۰۲۲
- نیروهای اوکراینی در یک حمله غافل‌گیرانه، خارکوف در شمال شرقی اوکراین را از نیروهای روسیه پس گرفتند.[۱۰]
- صدها هزار تن از روس‌ها به سیاست جنگ‌افروزی پوتین اعتراض کردند و به موج پناهندگی برخی از روس‌ها به کشورهای همسایه افزایش یافت.[۱۰]
- پوتین از شهروندان دونتسک، خرسون، لوهانسک و زاپوریژیا خواست که با حضور در یک همه‌پرسی، تمایل یا عدم تمایل خود برای ماندن در اوکراین یا پیوستن به خاک روسیه را اعلام کنند. وی در ۳۰ سپتامبر و در یک مراسم رسمی در کرملین، سندهای ضمیمه شدن این شهرها به خاک روسیه را امضا کرد.[۱۰]

### نوامبر ۲۰۲۲
- روسیه در پی مقاومت شدید نیروهای اوکراینی، از خرسون، تنها منطقه باقی‌مانده در تسلط خود در اوکراین، عقب‌نشینی کرد.[۱۰]

### دسامبر ۲۰۲۲
- اوکراین با استفاده از پهپاد، به دو پایگاه بمب‌افکن‌های دوربرد در عمق خاک روسیه حمله کرد.[۱۰]
- نمایندگان کنگره آمریکا با فرستادن سامانه دفاع هوایی پاتریوت و ادوات جنگی دیگر به اوکراین موافقت کردند.[۱۰]

## ۲۰۲۳

### ژانویه ۲۰۲۳
- در اول ژانویه ۲۰۲۳، صدها تن از نیروهای روسی در نبرد با اوکراین کشته شدند.[۱۰]

### فوریه ۲۰۲۳
- جو بایدن، رئیس‌جمهوری آمریکا به مناسبت یک‌سالگی جنگ اوکراین، در سفری غیرمنتظره به اوکراین و در دیدار با ولودیمیر زلنسکی، یک بار دیگر با اوکراین اعلام همبستگی کرد.[۱۰]

## ۲۰۲۴
توجه: اظهارات در مورد روند جنگ در طول یک درگیری نظامی به دلیل عدم امکان عینیت به دلیل جنگ و انتشار اطلاعات از نظر سیاسی محدود و اغلب کنترل شده توسط هر دو طرف، عموماً غیرقابل تأیید است. با توجه به وضعیت خبری، حتی مفروضات جدی را معمولاً نمی توان نه از اعتقادات درونی مشارکت کنندگان و نه از تأثیر عمدی بر نظرات و رسانه ها متمایز کرد.

### ۱ اوت ۲۰۲۴
- نیروهای روسی به پیشروی در نیو-جورک و زالیسنه در دونتسک ادامه دادند و تلاش کردند تا نیروهای اوکراینی را بین دو روستا محاصره کنند.[۱۷]

### ۳ نوامبر ۲۰۲۴
- دیمیتری مدودف رئیس جمهور سابق روسیه مدعی شد که نتیجه انتخابات ۲۰۲۴ آمریکا چیزی را برای روسیه تغییر نخواهد داد، "زیرا مواضع نامزدها منعکس کننده اجماع دو حزبی است که کشور ما باید شکست بخورد".
- به گفته فرمانده نظامی نیروهای مسلح اوکراین، الکساندر سیرسکی، نیروهای او "یکی از قوی ترین حملات روسیه را از آغاز یک تهاجم تمام عیار متوقف می کنند." ستاد کل اوکراین گزارش داد که ۱۱۰ تلاش پیاده یا مکانیزه برای پیشروی در یک روز شمارش شد که حدود نیمی از آنها در شهر دونتسک در بخش کوراخوف در جبهه و ۲۰ مورد در نزدیکی پوکروفسک بود.[230]
- به گفته مقامات محلی، حمله هواپیماهای بدون سرنشین روسیه به کیف پایتخت اوکراین به چندین ساختمان، جاده ها و خطوط برق آسیب رساند. به گفته رئیس جمهور اوکراین، نیروهای روسیه در حملات هوایی هفته قبل خود به اوکراین از ۹۰۰ بمب، ۵۰۰ هواپیمای بدون سرنشین و ۳۰ راکت و موشک کروز استفاده کردند. بیشتر حملات هوایی علیه زیرساخت‌های غیرنظامی و حیاتی انجام شد. رئیس جمهور زلنسکی ادعا کرد که این حملات با حمایت کافی می توانست متوقف شود.[۱۸]